# Quintana y Congosto
Quintana y Congosto est une commune d'Espagne dans la province de León, communauté autonome de Castille-et-León. Elle s'étend sur 88,34 km2 et comptait environ 372 habitants en 2015.